# Casacalenda
Casacalenda és un municipi situat al territori de la província de Campobasso, a la regió de Molise, (Itàlia).
Casacalenda limita amb els municipis de Bonefro, Guardialfiera, Larino, Lupara, Montorio nei Frentani, Morrone del Sannio, Provvidenti i Ripabottoni.